# Maclurolyra tecta
Maclurolyra tecta là một loài thực vật có hoa trong họ Hòa thảo. Loài này được C.E.Calderón ex Soderstr. mô tả khoa học đầu tiên năm 1973.